# Sigurd Røen
Sigurd Røen (* 12. Februar 1909 in Rindal; † 17. September 1992) war ein norwegischer Skisportler. Bei den Nordischen Skiweltmeisterschaften 1937 in Chamonix wurde er in der Nordischen Kombination sowie mit der Langlaufstaffel Weltmeister.

## Werdegang
Seinen ersten Erfolg feierte Røen mit dem Sieg in der Kombination bei den Lahti Ski Games 1934, bevor er ein Jahr später bei den Nordischen Skiweltmeisterschaften 1935 in Vysoké Tatry im Einzel der Nordischen Kombination den fünften Rang belegte. Wenige Wochen später gewann er bei der Norwegischen Nordischen Skimeisterschaft 1935 in Molde Silber im Einzel der Kombination hinter Olav Lian.

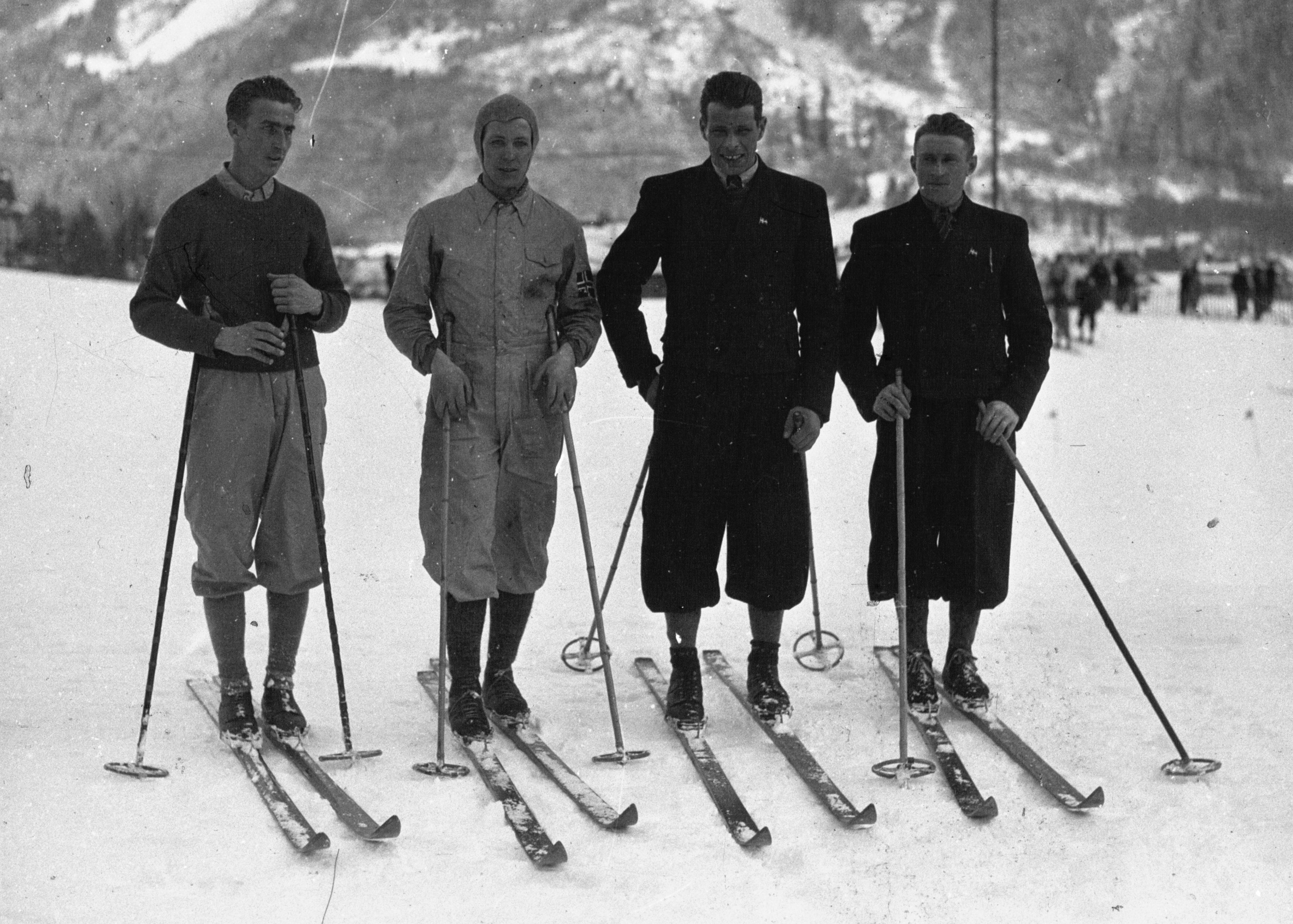
Langlaufstaffel bei den Weltmeisterschaften 1937 in Chamonix

Bei den Nordischen Skiweltmeisterschaften 1937 in Chamonix gewann Røen den Einzelwettbewerb der Nordischen Kombination. Zudem gewann er einen weiteren Titel mit der Skilanglaufstaffel, zu der auch Annar Ryen, Oskar Fredriksen und Lars Bergendahl gehörten. Bei den Lahti Ski Games 1937 gewann er erneut den Kombinationswettbewerb. Zudem gewann er Bronze beim Holmenkollen Ski Festival.
Bei der Norwegischen Nordischen Skimeisterschaft 1938 in Mo i Rana gewann er Silber im Langlauf über 30 km sowie Bronze im Einzel der Kombination.
In seiner Geburtsstadt Rindal wurde zu Ehren Røens 1991 eine Statue eingeweiht. Sein ältester Bruder John Røen vertrat Norwegen im Skilanglauf bei den Olympischen Winterspielen 1928 in St. Moritz.